# Economía de Tailandia
Con una buena infraestructura, una economía de mercado abierto, políticas favorables a inversiones y fuertes políticas de exportación, Tailandia tuvo un sólido crecimiento entre los años 2000 y 2007, superior a 4% al año, alcanzando cotas del 6,9% y 6,1% en 2003 y 2004, tras recuperarse de la crisis asiática del 1997-1998.
Durante la última etapa del Gobierno del Presidente Thaksin, en 2006, el nivel de inversiones descendió un 26%. La crisis financiera global del 2008-2009 afectó severamente las exportaciones del país, con la mayoría de los sectores sufriendo reducciones significativas. El 2009 la economía contrajo 2,2%.
Las exportaciones del país – principalmente máquinas y componentes electrónicos, productos agrícolas y joyas – continúan a impulsar la economía, representando más de mitad del producto interno bruto. El 2007 era la segunda economía más fuerte de la zona de sureste asiático tras Indonesia.

## Datos estadísticos básicos en 2009
- PIB - Producto Interior Bruto (2009): N.D.
- Paridad de poder adquisitivo (2009): 540.000 millones de $ USA
- PIB - Per capita: N.D.
- Paridad del poder adquisitivo Per cápita (estimado 2009): 8,200 $ USA
- Inflación media anual (2009): -0,9%.
- Deuda externa aprox. (2009): N.D.
- Importaciones (2009): N.D.

- Principales países proveedores: Japón, Estados Unidos y China.
- Principales productos de importación: Equipamientos, materias primas y lubricantes.

- Exportaciones (2008): N.D.

- Principales países clientes: Estados Unidos Japón y China.
- Principales productos de exportación: Maquinarias, circuitos integrados y ordenadores.

Estructura del PIB en 2009:
Distribución por sectores económicos del PIB total:
Agricultura, Silvicultura y Pesca: 11,6%.
Industria: 19,7%.
Industrias manufactureras y minería: N.D.
Servicios: 37,9%.
- Fuerza laboral estimado 2009): 38.430.000 de personas
- Tasa de desempleo (2008): 1,4%.
- Población por debajo del nivel de pobreza (2008): 9,6%.

- (N.D.): No disponible.

## Comercio exterior
En 2020, el país ocupaba el puesto 24 como exportador mundial (245.300 millones de dólares, el 1,3% del total mundial).  En términos de importaciones, en 2019, fue el vigésimo primer importador más grande del mundo: 240.100 millones de dólares.

## Sector primario

### Agricultura
Tailandia produjo en 2018:

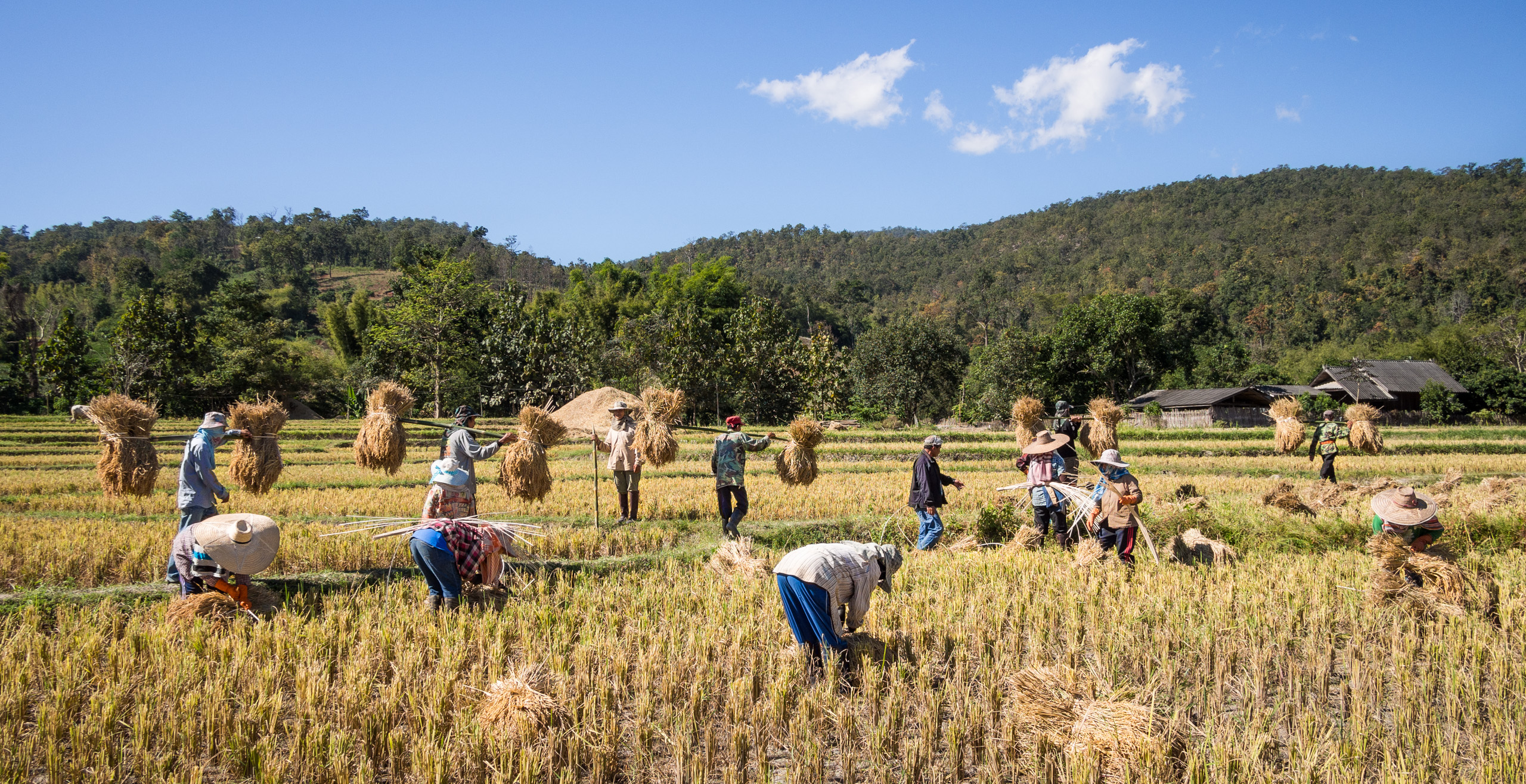
Plantación de arroz en Chiang Mai.

- 104,3 millones de toneladas de caña de azúcar (cuarto productor mundial, solo detrás de Brasil, India y China);
- 32,1 millones de toneladas de arroz (sexto productor mundial);
- 31,6 millones de toneladas de mandioca (segundo productor mundial, solo detrás de Nigeria);
- 15,4 millones de toneladas de aceite de palma (tercer productor mundial, detrás de Indonesia y Malasia);
- 5 millones de toneladas de maíz;
- 4,7 millones de toneladas de caucho natural (mayor productor del mundo);
- 3,8 millones de toneladas de mango (incluido mangostán y guayaba) (tercer productor mundial, solo por detrás de India y China);
- 2,1 millones de toneladas de piña (cuarto productor mundial, sólo detrás de Costa Rica, Filipinas y Brasil);
- 1 millón de toneladas de plátano;
- 1 millón de toneladas de verdura;
- 885 mil toneladas de coco (noveno productor mundial);
- 516 mil toneladas de naranja;

Además de producciones más pequeñas de otros productos agrícolas.

### Ganadería
En 2018, Tailandia produjo 1,7 millones de toneladas de carne de pollo (uno de los 15 mayores productores del mundo), 943 mil toneladas de cerdo, 116 mil toneladas de carne de res, 1,2 mil millones litros de leche de vaca, 11.000 toneladas de miel, entre otros.

## Sector secundario

### Industria

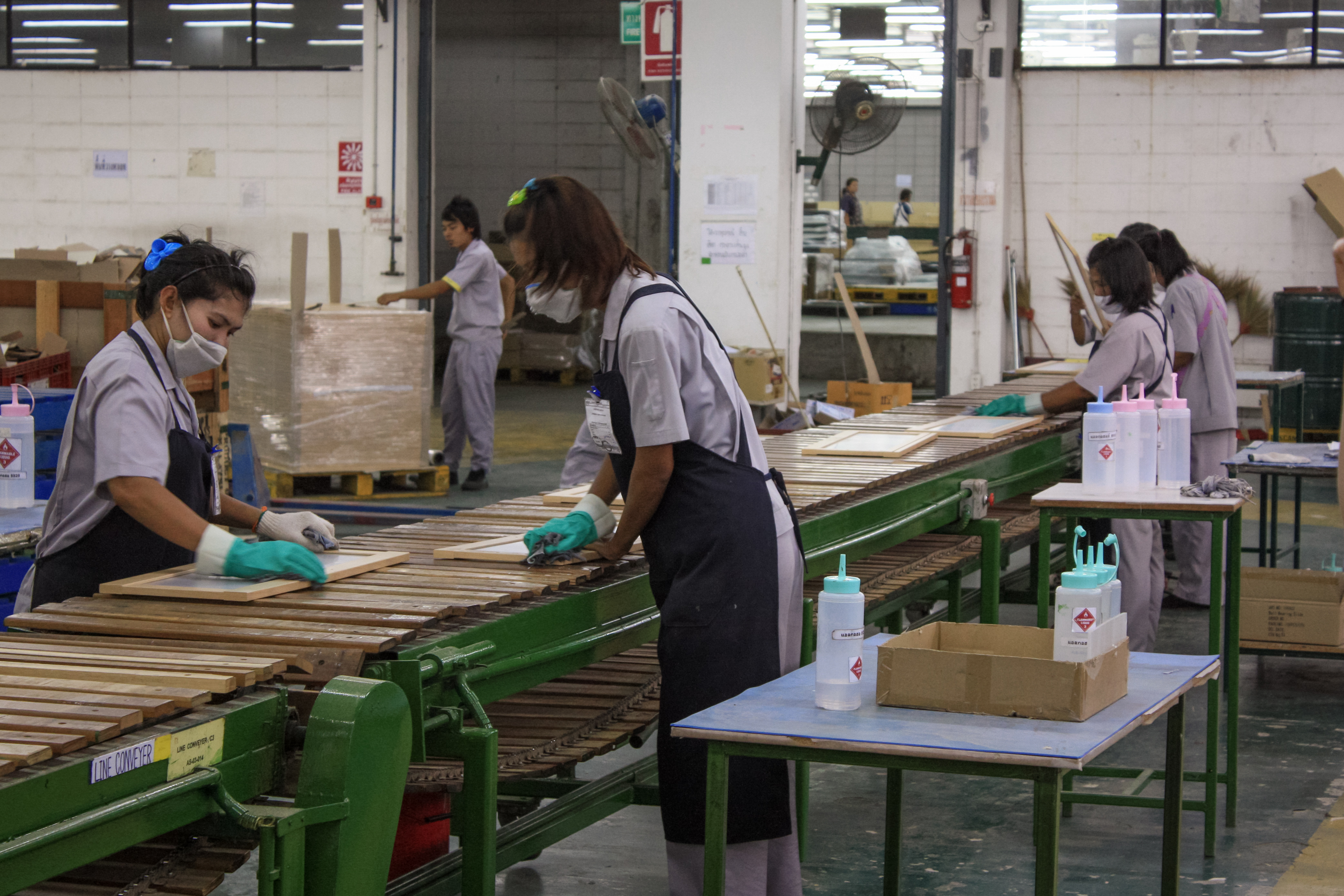
Trabajadoras de la línea de producción en una fábrica en Chachoengsao.

El Banco Mundial enumera los principales países productores cada año, según el valor total de la producción. Según la lista de 2019, Tailandia tenía la decimoséptima industria más valiosa del mundo ($ 137.5 mil millones).
En 2019, Tailandia fue el undécimo productor mundial de  vehículos en el mundo (2 millones) y el trigésimo tercer productor mundial de acero (4,2 millones de toneladas).

### Minería
En 2019, el país fue el quinto productor mundial de yeso. El país es también uno de los mayores productores mundiales de rubí, zafiro y circón.

### Energía
En energías no renovables, en 2020, el país fue el 32.º productor mundial de petróleo, extrayendo 202.100 barriles / día. En 2015, el país consumió 1,34 millones de barriles / día (el 15 ° consumidor más grande del mundo). El país fue el decimocuarto mayor importador de petróleo del mundo en 2012 (898 mil barriles / día). En 2015, Tailandia fue el 22º productor mundial de gas natural, 39 800 millones de m³ por año. En 2009, el país era el 27º mayor importador de gas (8200 millones de m³ por año). En la producción de carbón, el país fue el 23 más grande del mundo en 2018: 16,3 millones de toneladas.
En energías renovables, en 2020, Tailandia fue el 32.º productor mundial de energía eólica del mundo, con 1,5 GW de potencia instalada, y el vigésimo sexto productor mundial de energía solar, con 2,9 GW de potencia instalada.

## Sector terciario

### Turismo
Uno de los sectores que mueven la economía de Tailandia a gran escala, sin duda, es el turismo. En 2018, Tailandia fue el noveno país más visitado del mundo, con 38,2 millones de turistas internacionales. Este año, los ingresos por turismo fueron de US $ 63.000 millones, el cuarto ingreso turístico más grande del mundo, solo detrás de Estados Unidos, España y Francia.